# Assemblée nationale (Corée du Sud)
Pour les autres articles nationaux ou selon les autres juridictions, voir Assemblée nationale.
22e législature
Bâtiment de l'Assemblée nationale
L'Assemblée nationale (en coréen : 대한민국 국회 ; RR : Daehanminguk Gukhoe) est le parlement monocaméral de la Corée du Sud. Elle est composée de 300 membres élus au suffrage universel direct selon un système mixte pour un mandat de quatre ans.
L'Assemblée nationale exerce le pouvoir législatif selon l'article 40 de la Constitution, elle a pour rôle de débattre et de voter les lois présentées par ses membres ou le gouvernement, de voter le budget national ainsi que de ratifier les traités internationaux. Elle exerce également un pouvoir de contrôle sur l'exécutif avec notamment la compétence d'adoption d'une motion de censure contre le Premier ministre ou d'un membre du gouvernement. Enfin elle peut dans certains cas mettre en accusation le président de la République.
Le siège de l'Assemblée nationale se situe sur l'île de Yeoui, sur le fleuve Han, au centre de Séoul, et à proximité du siège des chaînes de télévision KBS, MBC, SBS, du quotidien Dong-a Ilbo et de la Bourse de Séoul.

## Système électoral
Le code électoral sud-coréen (공직선거법) prévoit que l'Assemblée nationale est composée de 300 membres.
L'article 41 alinéa 2 de la Constitution se contente quant à lui de fixer un minimum de 200 membres, en confiant à une loi de fixer le nombre exact des représentants. Enfin, l'article 42 de la Constitution fixe la durée du mandat des élus parlementaires à 4 ans. Ceux-ci peuvent cependant se représenter sans limitations une fois leur mandat arrivé à son terme.

### Système en vigueur
L'Assemblée nationale est composée de 300 sièges pourvus pour un mandat de quatre ans selon un système mixte. Sur ce total, 253 sièges sont ainsi pourvus au scrutin uninominal majoritaire à un tour dans autant de circonscriptions. Les 47 sièges restants sont pourvus au scrutin proportionnel plurinominal avec listes fermées et seuil électoral de 3 % dans une unique circonscription nationale. Après décomptes des voix, les sièges à la proportionnelle sont répartis en appliquant le quota de Hare et au plus fort reste entre tous les partis ayant franchi le seuil électoral ou obtenu au moins cinq sièges majoritaire. Pour 30 d'entre eux, la répartition est faite selon un système par compensation priorisant les partis dont la part des sièges au scrutin majoritaire est inférieure à sa part des voix à la proportionnelle, tandis que les 17 restants sont répartis selon un système parallèle correspondant simplement à la part des voix obtenus au scrutin de listes.

### Électeurs
L'article 40 alinéa 2 de la Constitution consacre le principe d'une élection au suffrage universel et au scrutin direct, égal et secret, ce qui qualifie également les élections législatives.
Les députés sont élus par tous les citoyens de la république de Corée âgés d'au moins 19 ans.

### Conditions d'éligibilité
L'âge minimum nécessaire pour être éligible à la fonction de député est de 25 ans. Cette âge est est fixé par la loi électorale.
Selon l'article 43 de la Constitution, les députés ne peuvent pas cumuler l'exercice de leurs fonctions représentatives avec toute autre fonction interdite par loi.

### Historique
L'ajout d'une part de proportionnelle dans le mode de scrutin législatif est mis en œuvre à partir des élections législatives de 2004. Le système électoral en vigueur jusqu'en 2020 consiste alors en un système mixte strictement parallèle dans lequel la totalité de la part des sièges à la proportionnelle s'additionne simplement à celle par circonscription, donnant au scrutin une forte tendance majoritaire. Une réforme en 2019 introduit cependant le système proportionnel de compensation, dans lequel les deux tiers des sièges de la part élue à la proportionnelle sont désormais attribués aux partis dont la part des sièges obtenus au scrutin majoritaire est inférieure à leurs parts des voix au niveau national à la proportionnelle, de manière à s'en rapprocher le plus possible. Ce système, qui tend vers davantage de représentativité en attribuant des sièges aux formations sous-représentées par le scrutin majoritaire est issu d'une réforme très controversée, ayant mené à de vifs débats à l'Assemblée nationale l'année précédant le scrutin.
Une réforme électorale visant à augmenter la part proportionnelle en la fixant à 75 sièges est en effet portée courant 2019 par le président Moon Jae-in. Ce dernier tente de faire passer la loi à temps pour le scrutin de 2020 en la faisant voter via une procédure accélérée nécessitant en retour les voix de 60 % des députés. Le projet de loi, qui comporte également un abaissement à 18 ans de l'âge d'obtention du droit de vote, est en effet victime d'obstruction parlementaire de la part du Parti de la liberté et de plusieurs députés du Bareunmiraedang visant à empêcher sa mise au vote avant la fin de la session parlementaire le 10 décembre 2019. Le recours controversé à la procédure accélérée permet cependant de passer outre cette date limite.
La tournure des débats finit par prendre un aspect passionné, les députés du Parti de la liberté tentant de bloquer physiquement l'accès aux séances par des sit-ins à ses entrées, certains députés en venant même aux mains, entrainant l'ouverture d'une enquête judiciaire,,. Cette dernière aboutit à l'inculpation de plusieurs membres du Parti de la liberté — dont son président Hwang Kyo-ahn et la cheffe de son groupe parlementaire, Na Kyung-won — ainsi que de quelques membres du Parti démocrate pour violences et troubles de l'ordre.
La nouvelle loi électorale est finalement votée le 27 décembre. Si elle conserve le même nombre de sièges qu'auparavant pour les systèmes majoritaire et proportionnels, celle-ci introduit cependant un changement significatif dans le mode de scrutin en faisant passer une partie de sa part proportionnelle d'un système mixte parallèle à un système par compensation. Le Parti de la liberté déclare vouloir revenir sur cette réforme une fois au pouvoir, et annonce son intention de mettre en place des petits partis « satellites » destinés à capter des sièges pourvus selon le nouveau système.

## Organisation

### Présidence

#### Élection
Un président de l'Assemblée ainsi que deux vice-présidents sont élus aux termes de l'article 48 de la Constitution.
Au cours de la période courant entre la session extraordinaire faisant suite aux élections législatives générales et jusqu'à l'élection d'un nouveau président de l'Assemblée nationale, c'est le Secrétaire général de l'Assemblée qui exerce la présidence de l'Assemblée (article 14).
Aux termes de l'article 15 du règlement de l'Assemblée nationale de la république de Corée, le président de l'Assemblée est élu au scrutin secret à la majorité absolue par les députés. L'article 15 prévoit en outre que si aucun candidat à la fonction de président de l'Assemblée ne recueille la majorité absolue des suffrages, alors un second tour sera organisé selon les mêmes modalités qu'au premier tour.
Enfin, si ce second tour ne permet toujours pas de dégager une majorité, un troisième vote aura lieu. Dans cette hypothèse, le candidat qui recueillera le plus de voix sera élu à la fonction de président de l'Assemblée.
Les modalités de l'élection des vice-présidents de l'Assemblée sont identiques à celles prévues pour l'élection du président.
Le 1er juillet 2012, lors de la séance d'ouverture de la 19e législature, Kang Chang-hee, député jusque-là du parti Saenuri (droite conservatrice) élu au vote majoritaire pour la circonscription de Daejeon-Centre (Jun-gu) et proche de Park Geun-hye (présidente de la République à partir de 2013), a été désigné président par 195 voix sur 283 exprimés. Le même jour, sont élus vice-présidents : Lee Byung-suk, député lui aussi membre du parti Saenuri mais proche pour sa part du président sortant de la République (jusqu'en 2013) Lee Myung-bak et élu au vote majoritaire pour la circonscription de Pohang-Nord (Buk-gu) ; Park Byeong-seug, du Parti démocrate unifié (devenu en mai 2013 le Parti démocrate, centre gauche libéral et progressiste) et député pour la circonscription uninominale de Daejeon-Ouest (Seo-gu).
En 2020, une femme est élue pour la première fois au poste de vice présidente de l'Assemblée : Kim Sang-hee, elle même remplacée par une autre femme en 2022, Kim Young-joo,.

#### Exercice des fonctions
- Durée

Le président et les deux vice-présidents de l'Assemblée sont élus par leurs pairs pour une durée de 2 ans (article 9 du règlement de l'Assemblée nationale).
En outre, un président ou un vice-président élu dans le cadre de l'élection spéciale prévue par l'article 16 du règlement n'exerce ses fonctions que jusqu'au terme du mandat pour lequel son prédécesseur avait été lui-même élu.
- Critère d'objectivité

L'article 20-2 du règlement de l'Assemblée nationale impose au président de ne pas être inscrit en tant que membre d'un parti politique avant la prise de ses fonctions ou à défaut à compter du jour où il exerce ses fonctions. Cette obligation court jusqu'à ce que le président quitte ses fonctions.
Par tradition, le président et un des deux vice-présidents sont issus du premier parti de l'Assemblée (détenant la majorité), tandis que le deuxième vice-président est désigné parmi le deuxième parti de l'Assemblée (ou principale force d'opposition).
- Mission

L'article 10 du règlement évoque la mission générale associée à la fonction de président de l'Assemblée nationale. Celui-ci est chargé de représenter l'Assemblée, de réguler la procédure législative, de maintenir la discipline au sein de l'Assemblée et de superviser ses travaux.
- Empêchement

Dans l'hypothèse où un empêchement frappe le président, l'un des deux vice-présidents (normalement désigné par le président si celui-ci en a la possibilité) exerce alors temporairement les pouvoirs normalement attribués au président (article 12). Sa mission est alors la même que celle du président en temps normal.
Par ailleurs, s'il arrive qu'à la fois le président et les vice-présidents ne soient pas en mesure d'exercer leurs fonctions, l'Assemblée devra élire un président pro tempore (article 13). L'article 17 prévoit que le président pro tempore est élu par la majorité des députés présents au cours d'un scrutin secret. Il dispose également des mêmes attributs que le président en temps normal, à la différence près qu'il devra quitter sa fonction dès que l'empêchement du président ou des vice-présidents aura cessé.

#### Vacance
L'article 16 du règlement de l'Assemblée nationale pare à l'éventualité d'une vacance de la fonction du président ou d'un vice-président de l'Assemblée nationale. En effet, dans l'hypothèse d'une vacance à l'une de ces fonctions ou bien de vacance simultanée, une nouvelle élection doit immédiatement être organisée. Cette élection suit la procédure de l'élection du président et des vice-présidents de l'Assemblée décrite par l'article 15.

### Secrétariat
- Rôle

Le Secrétariat de l'Assemblée a pour but d'assister et de soutenir les travaux législatifs menés par l'Assemblée ainsi que pour le vote du budget.
Il assure également le bon fonctionnement administratif de l'Assemblée.
- Membres dirigeants

Le secrétaire général dirige le Secrétariat de l'Assemblée nationale (article 21 du Règlement de l'Assemblée).
Il est investi d'une double mission qui consiste à la fois à encadrer par son action les affaires de l'Assemblée et à diriger et superviser l'action administrative du Secrétariat. Il agit sous le contrôle du Président de l'Assemblée.
Le secrétaire général est nommé par le Président de l'Assemblée après avoir été approuvé par les députés en session plénière. Cette procédure nécessite l'avis du représentant de chaque groupe de négociation.
Un vice-secrétaire général aux affaires législatives ainsi qu'un vice-secrétaire général aux affaires administratives sont placés sous la direction du secrétaire général.
Le vice-secrétaire général aux affaires législatives agit dans le cadre de la procédure législative et encadre le travail en commission. Le vice-secrétaire général aux affaires administratives doit quant à lui veiller au bon fonctionnement pratique de l'administration de l'Assemblée nationale. Ses tâches s'étendent donc aux domaines du budget alloué à l'Assemblée, aux ressources humaines, aux relations avec les Parlements étrangers et à la gestion de l'information du public.

### Commissions
Il existe comme sous la Cinquième République française deux grandes catégories de commissions : les commissions permanentes et les commissions spéciales.
Toutefois, à la différence de la Constitution française du 4 octobre 1958, la Constitution de la Corée du Sud ne mentionne pas l'existence de commissions dont le régime juridique est uniquement défini par le Règlement de l'Assemblée.

### Groupes de négociation
Les groupes de négociation peuvent être assimilés aux groupes parlementaires. Les groupes de négociations ne sont pas mentionnés dans la Constitution mais relèvent uniquement du Règlement de l'Assemblée.
La formation d'un groupe de négociation peut en effet être demandée par au moins 20 députés appartenant tous au même parti.
Par ailleurs, au moins 20 députés n'étant rattachés à aucun groupe de négociation spécifique peuvent également demander la formation d'un groupe indépendant (article 33 du Règlement de l'Assemblée).
Pour que la formation d'un groupe de négociation soit entérinée, un représentant du groupe doit présenter au Président de l'Assemblée la liste de tous les membres ayant rejoint au groupe ; la liste devant comporter les signatures de chaque député.
Un député peut à tout moment décider de quitter un groupe de négociation. Il faudra alors que le représentant du groupe en informe dans les délais les plus brefs le Président. En outre, le député concerné devra justifier sa décision par un rapport dans lequel peuvent figurer tous les documents qu'il estime être nécessaires.
Dans la 22e législature, et au 30 septembre 2024, les groupes de négociation sont ainsi constitués :
| Groupe de négociation / Parti politique | Groupe de négociation / Parti politique | Groupe de négociation / Parti politique | Membres     | Membres         | Membres | Membres | Président |
| Groupe de négociation / Parti politique | Groupe de négociation / Parti politique | Groupe de négociation / Parti politique | Majoritaire | Proportionnelle | Total   | %       | Président |
| --------------------------------------- | --------------------------------------- | --------------------------------------- | ----------- | --------------- | ------- | ------- | --------- |
| Démocrate                               | Démocrate                               |                                         | 160         | 10              | 170     | 56,67   |           |
| Pouvoir au peuple                       | Pouvoir au peuple                       |                                         | 90          | 18              | 108     | 36      |           |
| Hors groupe de négociation              | Reconstruire la Corée                   |                                         | 0           | 12              | 12      | 4       |           |
| Hors groupe de négociation              | Progressiste                            |                                         | 1           | 2               | 3       | 1       |           |
| Hors groupe de négociation              | Nouveau Parti de la réforme             |                                         | 1           | 2               | 3       | 1       |           |
| Hors groupe de négociation              | Revenu de base                          |                                         | 0           | 1               | 1       | 0,33    |           |
| Hors groupe de négociation              | Social-démocrate                        |                                         | 1           | 0               | 1       | 0,33    |           |
| Hors groupe de négociation              | Indépendant                             |                                         | 2           | 0               | 2       | 0,66    | –         |
| Total                                   | Total                                   | Total                                   | 254         | 46              | 300     | 100     | –         |

## Historiques des législatures
| Législature                      | Élection                        | Début                           | Fin                             | Composition                                                                          | Président de l'Assemblée                              |
| Première République (1948-1960)  | Première République (1948-1960) | Première République (1948-1960) | Première République (1948-1960) | Première République (1948-1960)                                                      | Première République (1948-1960)                       |
| -------------------------------- | ------------------------------- | ------------------------------- | ------------------------------- | ------------------------------------------------------------------------------------ | ----------------------------------------------------- |
| 1re                              | 1948                            | 31 mai 1948                     | 30 mai 1950                     | Composition de la première législature de l'Assemblée nationale sud-coréenne.        | Syngman Rhee Shin Ik-hee                              |
| 2e                               | 1950                            | 31 mai 1950                     | 30 mai 1954                     | Composition de la deuxième législature de l'Assemblée nationale sud-coréenne.        | Shin Ik-hee                                           |
| 3e                               | 1954                            | 31 mai 1954                     | 30 mai 1958                     | Composition de la troisième législature de l'Assemblée nationale sud-coréenne.       | Lee Ki-poong                                          |
| 4e                               | 1958                            | 31 mai 1958                     | 28 juillet 1960                 | Composition de la quatrième législature de l'Assemblée nationale sud-coréenne.       | Lee Ki-poong                                          |
| Deuxième République (1960-1961)  |                                 |                                 |                                 |                                                                                      |                                                       |
| 5e                               | 1960                            | 29 juillet 1960                 | 16 mai 1961                     | Composition de la cinquième législature de l'Assemblée nationale sud-coréenne.       | Kwak Sang-hoon                                        |
| Troisième République (1963-1972) |                                 |                                 |                                 |                                                                                      |                                                       |
| 6e                               | 1963                            | 17 septembre 1963               | 30 juin 1967                    | Composition de la sixième législature de l'Assemblée nationale sud-coréenne.         | Lee Hyu-sang                                          |
| 7e                               | 1967                            | 1er juillet 1967                | 30 juin 1971                    | Composition de la septième législature de l'Assemblée nationale sud-coréenne.        | Lee Hyu-sang                                          |
| 8e                               | 1971                            | 26 juillet 1971                 | 17 décembre 1972                | Composition de la huitième législature de l'Assemblée nationale sud-coréenne.        | Paik Too-chin                                         |
| Quatrième République (1972-1981) |                                 |                                 |                                 |                                                                                      |                                                       |
| 9e                               | 1973                            | 12 mars 1973                    | 11 mars 1979                    | Composition de la neuvième législature de l'Assemblée nationale sud-coréenne.        | Chung Il-kwon                                         |
| 10e                              | 1978                            | 17 mars 1979                    | 17 mai 1980                     | Composition de la dixième législature de l'Assemblée nationale sud-coréenne.         | Chung Il-kwon Paik Too-chin                           |
| Cinquième République (1981-1988) |                                 |                                 |                                 |                                                                                      |                                                       |
| 11e                              | 1981                            | 11 avril 1981                   | 10 avril 1985                   | Composition de la onzième législature de l'Assemblée nationale sud-coréenne.         | Chung Rae-hyung Chae Mun-shik                         |
| 12e                              | 1985                            | 11 avril 1985                   | 29 mai 1988                     | Composition de la douzième législature de l'Assemblée nationale sud-coréenne.        | Lee Jae-hyung                                         |
| Sixième République (depuis 1988) |                                 |                                 |                                 |                                                                                      |                                                       |
| 13e                              | 1988                            | 30 mai 1988                     | 29 mai 1992                     | Composition de la treizième législature de l'Assemblée nationale sud-coréenne.       | Kim Jae-sun Park Jyun-kyu                             |
| 14e                              | 1992                            | 30 mai 1992                     | 29 mai 1996                     | Composition de la quatorzième législature de l'Assemblée nationale sud-coréenne.     | Park Jyun-kyu Hwang Nak-joo Lee Man-sup Park Jyun-kyu |
| 15e                              | 1996                            | 30 mai 1996                     | 29 mai 2000                     | Composition de la quinzième législature de l'Assemblée nationale sud-coréenne.       | Kim Soo-han Park Jyun-kyu                             |
| 16e                              | 2000                            | 30 mai 2000                     | 29 mai 2004                     | Composition de la seizième législature de l'Assemblée nationale sud-coréenne.        | Lee Man-sup Park Kwan-yong                            |
| 17e                              | 2004                            | 30 mai 2004                     | 29 mai 2008                     | Composition de la dix-septième législature de l'Assemblée nationale sud-coréenne.    |                                                       |
| 18e                              | 2008                            | 30 mai 2008                     | 29 mai 2012                     | Composition de la dix-huitième législature de l'Assemblée nationale sud-coréenne.    | Kim Hyong-o Park Hee-tae Chung Ui-hwa                 |
| 19e                              | 2012                            | 30 mai 2012                     | 29 mai 2016                     | Composition de la dix-neuvième législature de l'Assemblée nationale sud-coréenne.    | Kang Chang-hee Chung Ui-hwa                           |
| 20e                              | 2016                            | 30 mai 2016                     | 29 mai 2020                     | Composition de la vingtième législature de l'Assemblée nationale sud-coréenne.       | Chung Sye-kyun Moon Hee-sang                          |
| 21e                              | 2020                            | 30 mai 2020                     | 29 mai 2024                     | Composition de la vingt-et-unième législature de l'Assemblée nationale sud-coréenne. | Park Byeong-seug Kim Jin-pyo                          |
| 22e                              | 2024                            | 30 mai 2024                     | en cours                        | Composition de la vingt-deuxième législature de l'Assemblée nationale sud-coréenne.  | Woo Won-shik                                          |